# Eisenbahnbrücke über die Weser (Wehrden)
Die Eisenbahnbrücke über die Weser bei Wehrden gehört zur Bahnstrecke Höxter-Ottbergen–Northeim und überspannt die Weser am Weserkilometer 58,5. Das Bauwerk verbindet den Beverunger Ortsteil Wehrden in Nordrhein-Westfalen am linken Weserufer mit dem Lauenförder Ortsteil Meinbrexen in Niedersachsen am rechten Weserufer. Das nordwestliche Widerlager der eingleisigen Stahlbrücke befindet sich bei Streckenkilometer 7,448.

## Geschichte
Die Weserbrücke nahmen die Preußische Staatseisenbahnen im Jahr 1878 im Rahmen der Bahnstrecke Ottbergen–Northeim in Betrieb. Ende des 19. Jahrhunderts ließen sie die Strecke zweigleisig ausbauen. Dabei wurden im Jahr 1900 die Flutöffnungen, deren Pfeiler schon die erforderliche Breite hatten, um die Überbauten des zweiten Gleises ergänzt.
Die Bahnstrecke entwickelte sich zusammen mit der östlich anschließenden Bahnstrecke Northeim–Nordhausen zu einer wichtigen Ferngüterzugsstrecke zwischen dem Ruhrgebiet und der Industrieregion Halle–Leipzig. Steigende Achslasten auf der Hauptbahn erforderten für das Tragwerk bei Ansatz des schweren Lastenzuges mit Achslasten von 250 kN und bis zu 80 kN/m Meterlasten den kompletten Austausch der Brückenüberbauten. Dies erfolgte in den Jahren 1926 und 1927. Rund 3000 Tonnen Stahl wurden verbaut und 1600 Tonnen verschrottet. Die Baukosten betrugen 1,9 Millionen Reichsmark.
Gegen Ende des Zweiten Weltkrieges wurde die Brücke, wie auch die benachbarten Weserbrücken, von deutschen Truppen am 7. April 1945 auf ihrem Rückzug vor den US-amerikanischen Soldaten gesprengt. Der Wiederaufbau folgte im Jahr 1948. Auf der rechten Weserseite wurden bei zwei Flutöffnungen der nördliche Überbau nicht wiederhergestellt. Am 13. Dezember 1948 war die Wiedereinweihung, allerdings nur mit einem Streckengleis. Durch die deutsche Teilung ging die betriebliche Bedeutung der Bahnstrecke stark zurück, so dass auf den späteren Wiederaufbau der beiden fehlenden Überbauten verzichtet wurde und die Strecke im Abschnitt zwischen Wehrden und Lauenförde eingleisig blieb.

## Konstruktion
Der 428 m lange Brückenzug überspannt unter einem Winkel von 60° die Weser. Er hat elf Öffnungen, eine Stromöffnung und zehn Flutöffnungen, von denen drei auf der linken und sieben in einem Bogen auf der rechten Weserseite liegen.

### Brücke 1878/1900
Die zweigleisige Strombrücke besaß eine unten liegende Fahrbahn bei einer Stützweite von 89,72 m. Die beiden Hauptträger bestanden aus Schweißeisen und hatten als Hauptträger einen Halbparabelträger mit einem Rautenfachwerk und parabolisch gekrümmtem Obergurt. Die eingleisigen Flutbrücken über dem Vorlandbereich besaßen eine obenliegende Fahrbahn und waren als Parallelträger mit einem Rautenfachwerk ausgeführt worden. Die nördlichen, im Jahr 1900 gebauten Parallelträger bestanden aus Flusseisen.

### Brücke 1927

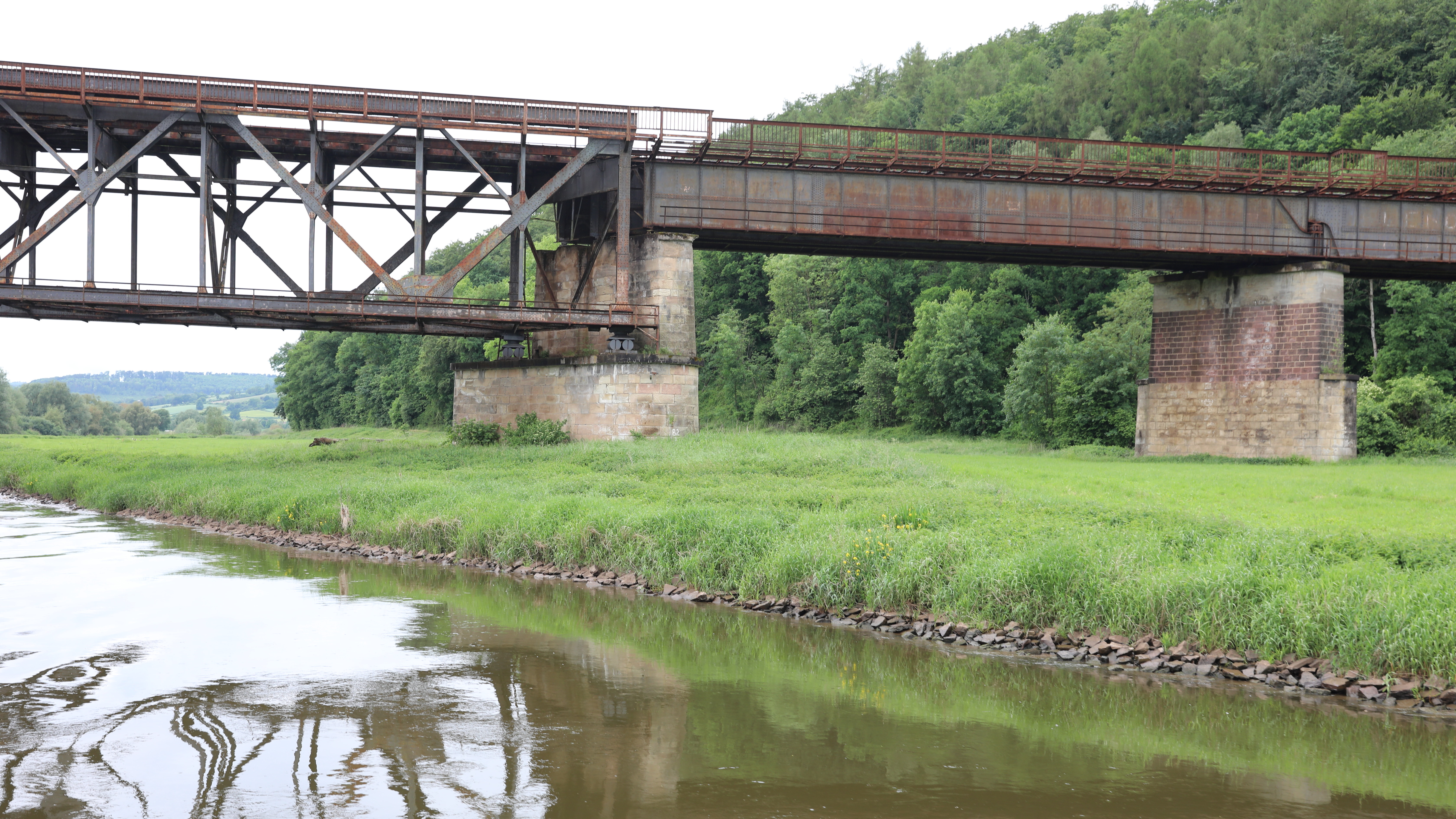
Übergang Strombrücke zur Vorlandbrücke

Bei den 20 eingleisigen Überbauten der Flutöffnungen kamen genietete, rund 4,0 m hohe Vollwandträgerbrücken zwischen den Pfeilern mit rund 33,5 m Achsabstand zur Ausführung. Im Vorlandbereich besteht das Bauwerk aus einer Kette von einfeldrigen Überbauten, die jeweils übereinander auf einem gemeinsamen Auflager und mittig auf den Pfeilern angeordnet sind. Dadurch konnte auf einen Umbau der Pfeiler verzichtet werden. Der Achsabstand der Überbauten beträgt 3,5 m.
Aufgrund der größeren Horizontallasten der zweigleisigen Strombrücke wäre eine Verstärkung der beiden hohen, schlanken Trennpfeiler erforderlich gewesen. Daher wurde über der Weser als Brückensystem eine obenliegende, aber versenkte Fahrbahn vorgesehen. Dies ermöglichte eine Verminderung der Pfeilerhöhe. Beim Brückenüberbau wurden parallelgurtige Fachwerke für die beiden Hauptträger mit 90,2 m Spannweite gewählt, deren Unterkanten 6,90 m tiefer lagen als bei der vorherigen Brücke. Der neue Überbau wurde auf einem in der Weser stehenden Gerüst zusammengebaut und anschließend durch seitlichen Verschub ausgewechselt. Dazu wurde die Bahnstrecke an einem Sonntag gesperrt.